# Pierre Etevenon
 (octobre 2021).
 (avril 2021).
Pierre Etevenon, né le 4 décembre 1935, est un scientifique français spécialiste de l'électroencéphalographie quantitative. Il est le premier scientifique à avoir a investigué dès les années 1970  les corrélats physiologiques des états méditatifs, notamment en analysant les tracés électroencéphalographiques de maîtres zazen. Il est directeur de recherche honoraire à l'Institut national de la santé et de la recherche médicale (Inserm).

## Biographie
Pierre Etevenon est né le 4 décembre 1935 à Courbevoie (Hauts de Seine), fils de Raymond Etevenon et de Marcelle Legrain. Docteur ès sciences naturelles et docteur en chimie organique, c'est un chercheur interdisciplinaire bio-médical qui est directeur de recherche honoraire Inserm depuis 2000. Après une licence d’enseignement en physique-chimie en Sorbonne, il enseigne la physique et la chimie pendant quatre ans en classes terminales chez les pères jésuites et les maristes puis jusqu’en 1966 au Collège Stanislas à Paris. Il devient ingénieur-chimiste ESCOM en 1961 puis il soutient une première thèse de troisième cycle en chimie organique en 1962 effectuée au Centre de recherche Kodak-Pathé de Vincennes et portant sur les colorants photographiques.

### États-Unis
Ensuite, lors de son service militaire au Centre d’enseignement et de recherche de médecine aéronautique (CERMA), il a découvert la neurophysiologie des états d’éveil et de sommeil, ainsi que les états pathologiques après hallucinogènes et privation sensorielle, et décide alors d’étudier la vision cérébrale après la prise de substances hallucinogènes. En 1965 et 66, il part étudier sur les effets des hallucinogènes et des psychotropes sur la dominance cérébrale aux États-Unis à Princeton au New Jersey Neuro-Psychiatric Institute (NJNPI) en neuropharmacologie, dirigé par Humphrey Osmond, le père des psychédéliques. Il étudie auprès du professeur Leonide Goldstein et pratique la méthode d’étude de l’électroencéphalographie quantitative pour étudier le fonctionnement cérébral qu’il applique ensuite à son retour en France.

### L'Inserm
En 1967, à Paris, il devient chercheur Inserm dans l’Unité 19 de neuro-psycho-pharmacologie pour laquelle il applique ses connaissances aux effets des psychotropes et où il développe le laboratoire de neuropharmacologie. En 1977, il soutient à l’Université Pierre et Marie Curie une thèse d’État (Docteur ès sciences) sur l’électroencéphalographie quantitative. Il reçoit le Prix de la Fondation Courtade, Société Française de Pharmacodynamie et de Thérapeutique, Paris, en 1981.
De 1971 à 1987, il développe le « laboratoire d’EEG quantitative » dans le « Service des maladies mentales » du Professeur Pierre Deniker au Centre Hospitalier Sainte-Anne et dans les locaux du Laboratoire d’EEG et d’explorations fonctionnelles du Dr G. Verdeaux, et il dirige une équipe de recherches universitaire (B1*) de la Faculté de médecine Paris Cochin Port-Royal. Il y étudie les états de conscience pathologiques en psychiatrie et neurologie, les états d’éveil et de sommeil et les états modifiés de conscience. Il développe en France la « cartographie EEG » (EEG brain mapping) comme technique d’imagerie cérébrale à partir d’électroencéphalogrammes multivoies. Trois essais seront publiés ensuite : Les aveugles éblouis. Les états limites de la conscience (1984) ; Du rêve à l'éveil. Bases physiologiques du sommeil (1987) ; L'Homme Éveillé. Paradoxes du sommeil et du rêve (1990).
De 1988 à 1999, il développe le « Laboratoire de cartographie EEG » au Centre Esquirol du CHU Côte de Nacre où il est nommé « Directeur de Recherche Inserm »,. Il est co-responsable du groupe de psychopharmacologie clinique (1990-1992), du groupe d'imagerie cérébrale : méthodologie et développement (1993-1994), et de 1995 à 1999, il anime avec le Pr F. Eustache, le groupe « Cognition et comportement » de l'Unité Inserm 320.
Il est membre fondateur de la revue Brain Topography, dont le premier numéro a paru en 1988.
En 2006, il publie avec Bernard Santerre États de conscience Sophrologie et Yoga. En 2013, il publie en deux tomes successifs Des rêves pour changer votre vie, dans lesquels il présente un modèle de compréhension des rêves qui tient compte du temps réversible de la relativité générale et de la double causalité de Philippe Guillemant. Le deuxième tome fait état de 141 récits de rêves extraits de son journal de rêves commencé quotidiennement depuis 1970.
Sa biographie américaine est mise à jour dans Marquis Who’s Who (en), depuis 2011.

## Intérêt pour les civilisations orientales

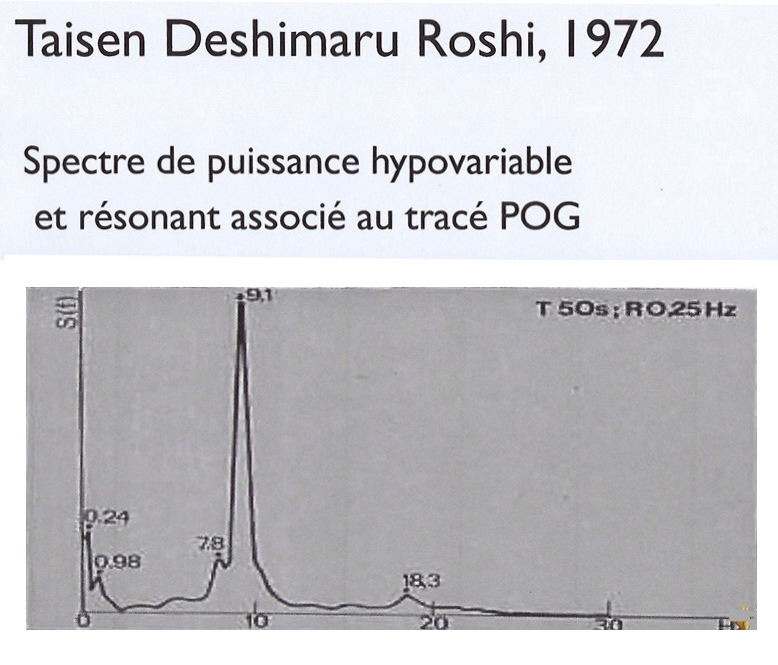
Taisen Deshimaru enregistré à Paris par Pierre Etevenon en EEG en 1972, assis en méditation zazen.

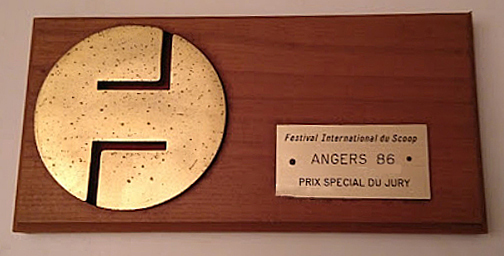
Prix décerné dans le cadre du Festival du scoop d'Angers, en 1986.

Chercheur généraliste, il s’intéresse dès l'âge 15 ans à l’imaginaire et aux expériences intérieures. Il se passionne aussi pour les civilisations orientales, en particulier l’Inde et le Japon. De 1970 à 1973, durant l'été, il se rend en Inde, à l’ashram de Sri Aurobindo à Pondichéry. Et en 1972, il est invité à New Delhi par Indira Gandhi au Séminaire International pour le Centenaire de Sri Aurobindo. Dès 1972-73, il a étudié par électroencéphalographie quantitative la méditation zazen en enregistrant en EEG quantifié le moine zen japonais Taisen Deshimaru ainsi que l’indianiste Lilian Silburn, spécialiste de la méditation dans le courant le shivaïsme du Cachemire. Cela fait de lui le pionnier des « états de conscience modifiés », dont il a fait l’historique dans l’introduction au « Forum des sciences cognitives » (Paris, 2013), dont c’était le thème. En 2006, il a poursuivi autour du professeur Pierre Flor-Henry (en) cette recherche en faisant enregistrer au Canada en EEG quantitative Corine Sombrun, avant et pendant une transe chamanique volontairement contrôlée,.
Il développe une recherche de modèles topologiques multidimensionnels en neurosciences. Encouragé par René Thom, il publie une nouvelle méthode d’« Analyse quadri-dimensionnelle de l'électroencéphalogramme pendant un épisode de sommeil paradoxal chez l'Homme », suivi de réveil provoqué et de rappel de récit de rêve.

## Activités de recherche
En quarante ans de recherche, Pierre Etevenon a produit 143 publications, dont 46 articles internationaux cités dans la base documentaire biomédicale américaine Medline and PubMed. Il est membre du réseau scientifique de chercheurs biomédicaux de researchgate.net. Il a réalisé trois films scientifiques comme auteur, scénariste et réalisateur dont Cartographie EEG dynamique de l’éveil du sommeil et du rêve, prix spécial du jury du document rare scientifique au premier Festival International du scoop d’Angers en 1986 ou La Caverne de Platon. Cartographie EEG d’une nuit de sommeil et de rêve (1986), Prix Granat 1987.
Dans ses recherches, Pierre Etevenon relève que l’activité cérébrale alpha est augmentée de manière stable. Les résultats sont relayés dans un article de La Recherche intitulé : « Les états de conscience modifiés volontairement ». Le chercheur considère que ce qu’il qualifie d’états modifiés de conscience ne doit pas être assimilé à des états pathologiques, ni rapproché des états de sommeil. Aujourd’hui ces articles de 1972-1973 sont considérés comme des études préliminaires ouvrant des voies nouvelles pour la recherche.
Il poursuit par la suite des recherches sur les états modifiés de conscience, la sophrologie et le yoga notamment, ce qui conduit à de nombreuses publications dans des revues scientifiques, puis dans des revues axées sur le développement personnel et la spiritualité,,.
Depuis 2006, il contribue à l’analyse des corrélats physiologiques des états de transe chamanique auto-induits, à laquelle Corine Sombrun prête son concours,,,.

## Publications

### Auteur
- [1962] Étude comparée de divers ammoniums et oxoniums cycliques à méthyle activé : Mécanisme et cinétique de l'accès aux colorants styryliques (Thèses et écrits académiques), Paris, s.n., 1962, 158 p., 27 cm (OCLC 492325341, SUDOC 095110461, présentation en ligne).
- [1977] Université Pierre et Marie Curie, Étude méthodologique de l'électroencéphalographie quantitative : application à quelques exemples (Thèse de Doctorat d'État ès Sciences Naturelles), Paris, Copédith, 1977, 303 p., 24 cm (OCLC 490645765, BNF 36071616, SUDOC 042179084, lire en ligne [PDF]).
- [1979] Direction de la pharmacie et du médicament, Publications : Recueil de textes extraits de diverses revues, 1967-1979, Paris, Inserm, 1979, 140 p., 24 cm (OCLC 461823355, BNF 34647439, SUDOC 000369535, présentation en ligne).
- [1980] Etevenon, Jean Decety (1959-), Emmanuel Alain Cabanis (1943-), Marie-Josèphe Challamel (1940-), Jean-François Demonet et al. (Images fixes numérisées), Système nerveux central humain, activité cérébrale, Paris, Inserm, 1980, 43 p., 24 × 36 mm (OCLC 690479728, BNF 38495782).
- [1983] Etevenon, Nadine Caillat Vigneron, Martine Bonnaure-Mallet, Michel Depardieu, Marie-France Sarramon et al. (Images fixes numérisées), Imagerie médicale, Paris, Inserm, 1983, 112 p., 24 × 36 mm (OCLC 690479987, BNF 38495803).
- [1984] Les aveugles éblouis. Les états limites de la conscience (préf. Jean E. Charon), Paris, Albin Michel, 1984, 267 p., 21 cm (ISBN 2-226-02112-4 et 9782226021120, OCLC 417224404, BNF 34760059, SUDOC 000790087, présentation en ligne, lire en ligne ).
- [1987] Du rêve à l'éveil. Bases physiologiques du sommeil (ill. Sylvie Guillou), Paris, Albin Michel, coll. « Sciences d'aujourd'hui », 1987, 326 p., 23 cm (ISBN 2-226-02871-4 et 978-2-226-02871-6, OCLC 300034910, BNF 34907018, SUDOC 001171860, présentation en ligne, lire en ligne ), EBook pdf  (ISBN 978-2-40233-722-9), EBook EPUB  (ISBN 978-2-40200-389-6).
- [1990] L'homme éveillé, paradoxes du sommeil et du rêve, Paris, Tchou, coll. « Le corps à vivre », 1990, 329 p., 24 cm (ISBN 2-7107-0418-8, OCLC 26213589, BNF 35152957, SUDOC 014579650, présentation en ligne).
- [2006] Etevenon et Bernard Santerre (1947-2011), États de conscience, sophrologie et yoga, Paris, Tchou, coll. « Le corps à vivre », 2006, 187 p., 24 cm (ISBN 2-7107-0743-8 et 978-2-7107-0743-1, OCLC 470716357, BNF 40947140, SUDOC 112545661, présentation en ligne).
- [2013] Des rêves pour changer votre vie. L'ascenseur des rêves, t. 1, Paris, Éditions Érick Bonnier, coll. « Sciences de l'homme », 2013, 185 p., 19 cm (ISBN 978-2-36760-011-6 et 2-3676-0011-2, OCLC 923444672, BNF 44342663, SUDOC 17092713X, présentation en ligne).
- [2013] Des rêves pour changer votre vie. La pratique par des exemples de rêves, t. 2, Paris, Éditions Érick Bonnier, coll. « Sciences de l'homme », 2013, 206 p., 19 cm (ISBN 978-2-36760-016-1 et 2-3676-0016-3, OCLC 923445029, BNF 43874498, SUDOC 170927563, présentation en ligne).

### Metteur en scène
- [1986]   [vidéo][[[Format 16 mm|Film 16 mm]]] « La Caverne de Platon » ou « Cartographie d'une nuit de sommeil et de rêve », Pierre Etevenon (auteur/réalisateur), Jean-Marie Pallen (musique) et Marie-Odile Monchicourt (présentatrice) sur CNRS Images / Inserm, 1986, 25 min, Meudon (BNF 38254378) (consulté le 13 janvier 2022).
- [1986]  Etevenon, François Dagognet, Jean-Louis Gonnet (Réal.), Philippe Quéau (Prod.) et Mark Tompkins (danse) (Vidéo S-VHS : PAL), Les images du corps, Bry-sur-Marne, France 2 / INA, 1986 (47 min) (OCLC 691732008).
- [2000]  Etevenon, Bertrand Favreau, Alain Berthoz (dir.) et Hervé Lièvre, CNRS (Vidéo VHS : SÉCAM), Analyse du mouvement et de son contrôle neurosensoriel, Paris, La Cinquième, coll. « Les Amphis de la Cinquième », 2000 (54 min) (OCLC 496171946).